# Incilius perplexus
Incilius perplexus es una especie de anfibio anuro de la familia Bufonidae.

## Distribución geográfica
Esta especie es endémica de México. Habita en la cuenca del río Tepalcatepec en el sudoeste de Michoacán hasta la cuenca del río Balsas en Guerrero.

## Descripción
El holotipo femenino mide 61 mm.

## Publicación original
- Taylor, 1943 : Herpetological Novelties from Mexico. The University of Kansas science bulletin, vol. 29, n.º 8, p. 343-357[5]